# Baie d'Yamsk
La baie d'Yamsk, parfois baie d'Yam (en russe : Ямская губа; Yamskaya Guba), est une baie du nord-est de la mer d'Okhotsk.

## Géographie
La baie est située à l'extrémité sud-ouest du golfe de Chelikhov. Au sud-est de la baie se trouvent les îles Yamsk et la rivière Yama a son embouchure dans la baie par l'estuaire de Perevolochny près de Yamsk.

## Histoire
Les baleiniers américains chassaient les baleines boréales dans la baie dans les années 1850 et 1860 Ils ont également fait du commerce avec les peuples indigènes de Sibérie en particulier pour se procurer la zibeline et le cerf.